# Shunsuke Kikuchi
Shunsuke Kikuchi (jap. 菊池 俊輔 Kikuchi Shunsuke; ur. 1 listopada 1931 w Hirosaki, zm. 24 kwietnia 2021 w Tokio) – japoński kompozytor. Specjalizował się w komponowaniu muzyki do filmów oraz seriali telewizyjnych. Twórca muzyki do wielu anime, m.in. Dragon Ball.

## Muzyka filmowa
- Doraemon
- Dragon Ball
- Dragon Ball Z
- Dr. Slump
- Fantastyczny świat Paula
- Gamera
- Generał Daimos
- Kamen Rider
- Przygody Calineczki
- Tygrysia Maska